# Форма об'єму
Форма об'єму — диференціальна форма найвищої розмірності на гладкому многовиді (тобто {\displaystyle n}-форма на {\displaystyle n}-мірному многовиді), яка не обнуляється ні в одній точці.
Форма об'єму дозволяє визначити інтеграл функції на многовиді. Іншими словами, форма об'єму задає міру, за якою можна інтегрувати функції.

## Властивості
- Гладкий многовид має форму об'єму тоді і тільки тоді, коли він орієнтовний.
- На многовиді з формою об'єму {\displaystyle \omega }, дивергенцію векторного поля {\displaystyle X} можна визначити за допомогою наступних тотожностей:
{\displaystyle (\operatorname {div} X)\cdot \omega ={\mathcal {L}}_{X}\omega =d(X\;\lrcorner \;\omega )}

де {\displaystyle {\mathcal {L}}_{X}} позначає похідну Лі за {\displaystyle X}, {\displaystyle d} — зовнішній диференціал, а {\displaystyle X\;\lrcorner \;\omega } — операцію підстановки {\displaystyle X} в {\displaystyle \omega }.